# バジリコ (出版社)
バジリコ 株式会社は、東京都新宿区にある日本の出版社。教養書や翻訳書などを刊行する。ISBN出版社コードは86238。

## 沿革
- 2001年3月、設立
- 2002年4月、翔泳社創業者の長廻健太郎が社長に就任

## 刊行物
- へんないきものシリーズ
  - 『へんないきもの』 （早川いくを著、2004年8月）
  - 『またまたへんないきもの』 （早川いくを著・寺西晃絵、2005年12月）
  - 『へんないきもの三千里』  （早川いくを著・寺西晃絵、2007年10月）
- 『広辞苑の中の掘り出し日本語』（永江朗著、2011年）
- 『人は死なない』（矢作直樹著、2011年）

## 所在地
東京都新宿区河田町3-15